# Maria (Maevatanana)
Pour les articles homonymes, voir Maria.
Maria est une commune urbaine malgache située dans la partie ouest de la région de Betsiboka.